# Crkva Uznesenja Blažene Djevice Marije u Novoj Rači
Crkva Uznesenja Blažene Djevice Marije u Novoj Rači katolička je župna crkva u općini Nova Rača u Bjelovarsko-bilogorskoj županiji.
Crkva Uznesenja Blažene Djevice Marije potječe iz 1312. godine, kada su je sagradili templari. Iz tog vremena u crkvi je sačuvana gotička sakristija. Prostor crkve spomenik je kulture prve kategorije, jer su u njemu pronađeni arheološki ostaci prapovijesnih kultura. Arheološka istraživanja pokazuju najmanje deset prijašnjih objekata na mjestu današnje župne crkve.
U crkvi su vidljivi su ostaci gotike iz predturskog razdoblja. Na tornju i kuli vidljive su puškarnice, a zvonik završava baroknom kapom. Župa je utemeljena početkom 14. stoljeća, a spominje se još 1334. te 1501. godine. Obnovljena je 1782. godine, a posvetio ju je zagrebački biskup Maksimilijan Vrhovac 1805. godine. 
Orgulje su izvanredno djelo visokog baroka i idu u red najznačajnijih ostvarenja u Hrvatskoj. Prema vizitacijama potječu iz 1753. godine. Mehaničkog su sustava s 11 registara i s drvenim apstraktima.
Osnutkom Bjelovarsko-križevačke biskupije postala je biskupijskim marijanskim svetištem. Slavlja s velikim brojem vjernika su na blagdane Velike i Male Gospe. Blagdan Velike Gospe ujedno je i dan općine Nova Rača, kada se organizira bogat vjerski i zabavni program, jako duge tradicije.
U potresu kod Petrinje 2020. godine, crkva je pretrpjela štetu puknuća tornja, a osobito su bili oštećeni lukovi crkve i mjesta ispod kora, stoga se nije koristila za bogoslužja dok se nije popravila.

## Galerija
- Ostaci gotike iz predturskog razdoblja
- Crkva prije obnove fasade
- Orgulje i freske u crkvi
- Freske u crkvi